# Bernardí Martorell

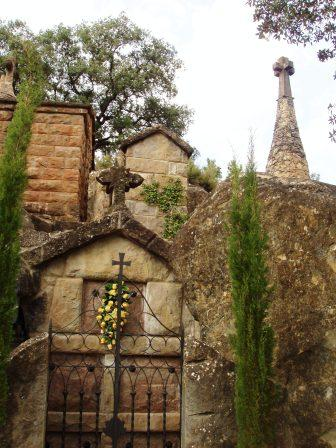
Cementerio de Olius, de Bernardí Martorell (1916)

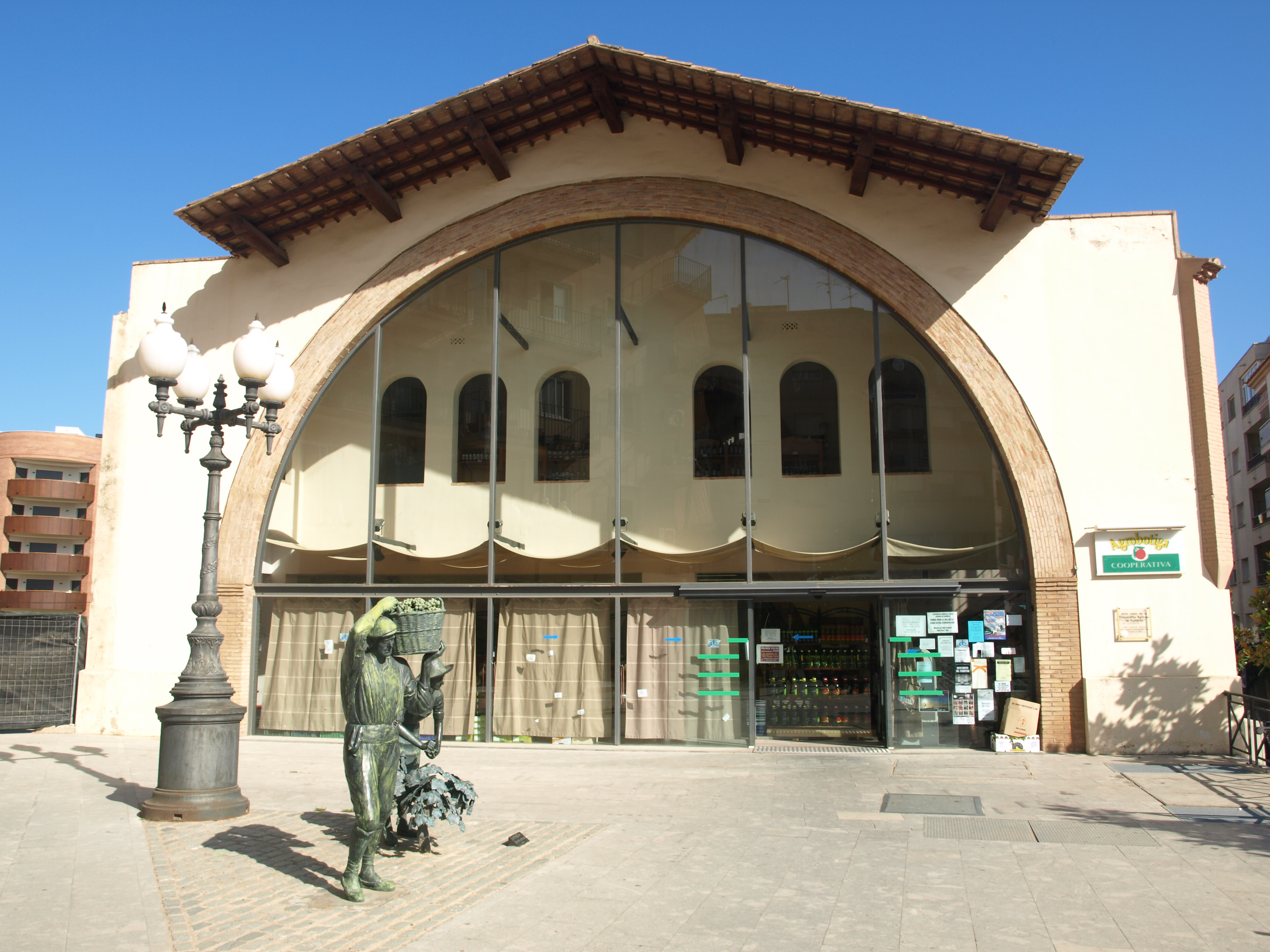
Antigua sede de la cooperativa de Cambrils, y actual agrobotiga y museo agrícola (1921)

Bernardí Martorell i Puig (Barcelona, 1877-Barcelona, 1937) fue un arquitecto español, sobrino del también arquitecto Joan Martorell. Titulado en 1902, recibió la influencia de Antoni Gaudí y Lluís Domènech i Montaner. Martorell estuvo a caballo entre el modernismo y el historicismo.

Sus primeras obras fueron el Colegio de las Teresianas en Vinebre y Can Ferran en Arenys de Mar (1904). Como arquitecto diocesano de Solsona realizó la iglesia de Puigreig (1917), la de Fígols (1919) y la de Mollerusa (1928).

## Obras principales[2]
- Reja, reforma de la fachada y salón de actos con pinturas de Dionís Baixeras Verdaguer (1862-1943) del Seminario Conciliar de Barcelona (1903-1907).
- Colegio de las Teresianas en Vinebre (1904).
- Casa Pilar Serrahima en Barcelona (1911).
- Casa La Campana (1911)
- Monasterio de Santa María de Valldonzella en Barcelona (1912-1923).
- Cementerio de Olius (1916).
- Hotel Sant Roc en Solsona (1920).
- Bodega de la Cooperativa de Cambrils (1921).
- Can Montal en Arenys de Mar (1921).
- Convento de Santa Teresa en Tarragona (1922).
- Sanatorio de Torrebonica en Tarrasa (1923).
- Iglesia de Sant Agustí (Escolapios) de Sabadell (1924-1932).[3]
- Iglesia del Convento de las Hermanas Oblatas del Santísimo Redentor de Bellesguard en Barcelona, actual sede de la Universidad Abad Oliva CEU (1926).
- Casa de Joaquim Duran i Barraquer en Sitges (1929).
- Iglesia parroquial de Navás (1931).